# Adelges cooleyi
Adeleges cooleyi là một loài côn trùng trong họ Adelgidae. Loài này được Gillette miêu tả khoa học đầu tiên năm 1907.
Đây là loài gây hại của cây Pseudotsuga menziesii, phát triển phổ biến ở Mexico.